# Augustin Xavier Richert
Augustin Xavier Richert (* 29. August 1879 im Elsass, Deutsches Kaiserreich; † 17. Januar 1975 in Dannemarie (Haut-Rhin)) war ein französischer General.

## Leben
Richert wuchs in Strueth im seinerzeit deutschen Elsass auf und besuchte in Saint-Ulrich die Schule. Mit 14 Jahren schickten ihn die Eltern nach Delle in Frankreich auf eine Benediktinerschule, wo er Französisch lernte. Mit 21 Jahren meldete er sich für die Fremdenlegion, die er nach Abschluss der Militärschule Saint-Cyr als französischer Offizier verließ. Nach dem Ersten Weltkrieg wurde er Kommandeur einer Einheit im Saargebiet. Unter der Regierung von Aristide Briand wurde er 1921 als ehemaliger deutscher Offizier nach München gesandt. Raymond Poincaré sandte Richert 1923 nach Französisch-Marokko, um die Rif-Republik unter Abd el-Krim im benachbarten Spanisch-Marokko im Rifkrieg zu blockieren. Richert wurde 1936 zum Brigadegeneral befördert. Er erlebte die deutsche Besetzung Frankreichs 1940 in Französisch-Nordafrika.
Richert beendete seine Karriere als Kommandierender General der Fremdenlegion.
Richert erhielt verschiedene militärische Auszeichnungen und wurde zum Großoffizier der Ehrenlegion ernannt. Zudem war er Großoffizier des Ouissam Alaouite und Träger des Croix de guerre (1914–1918 mit einer Palme und einem Stern), des Belgischen Kriegskreuzes, der Kolonialmedaille, der Médaille interalliée 1914–1918, der Médaille commémorative de la guerre 1914-1918 und der Army Distinguished Service Medal der USA.

### Putsch in Bayern 1923
Als am 15. Januar 1922 Raymond Poincaré die Regierung in Frankreich übernahm, fungierte Richert als Agent in München. Der Theaterkritiker Georg Fuchs sagte aus, Richert hätte sich als ehemaliger französischer Offizier vorgestellt, der mit der Politik seiner Regierung unzufrieden sei und für interessierte Kreise der französischen Industrie die Finanzierung für eine Verschwörung in Bayern zu überbringen habe. Richert suchte Kontakt zu rechtsextremen Kreisen in Bayern und übergab Vertretern des Bund Wiking, der Tarnorganisation der Organisation Consul, das Geld für die Verschwörung: Regierungsbaumeister Rudolf Schäfer (* 1885) erhielt 35 Millionen Mark (inflationsbereinigt 28.500 Goldmark) und Kapitänleutnant Eberhard Kautter erhielt 55 Millionen Reichsmark (inflationsbereinigt 40.000 Goldmark).
Rupprecht von Bayern wurde ein Amt im Putschregime angetragen; als er von der Herkunft der Finanzierung erfuhr, zeigte er die Verschwörung an.
Am 28. Februar 1923 entschied sich Ernst Pöhner gegen die Verschwörung und zahlreiche Verdächtige wurden verhaftet. Augustin Xavier Richert hielt sich zu diesem Zeitpunkt in Frankreich auf.